# Jonathan Sieben
Jon Scott Sieben OAM (* 24. August 1966 in Brisbane) ist ein ehemaliger australischer Schwimmer.
Im Gegensatz zum überragenden Schwimmer seiner Zeit, dem deutschen Michael Groß mit einer Körpergröße von 2,00 Metern, ist Sieben nur 1,73 Meter groß. Seine erfolgreichsten Momente hatte er bei den Olympischen Spielen 1984 in Los Angeles, als er völlig überraschend Olympiasieger über 200 Meter Schmetterling wurde und dabei noch einen neuen Weltrekord aufstellte, indem er seine eigene Bestzeit um mehr als eine Sekunde verbesserte. Die Favoriten Michael Groß und Pablo Morales hatten das Nachsehen.
Bei den nachfolgenden Spielen konnte Jon Sieben sich nicht mehr im australischen Team für diese Strecke qualifizieren. 1985 wurde er mit der Medaille des Order of Australia ausgezeichnet. 2022 wurde Sieben in die International Swimming Hall of Fame aufgenommen.